# Meihua, Fujian
Meihua är en köping i sydöstra Kina. Den ligger i stadsdistriktet Changle i staden Fuzhou i provinsen Fujian, omkring 37 kilometer öster om provinshuvudstaden Fuzhou. Antalet invånare är 14 216. Befolkningen består av 7 214 kvinnor och 7 002 män. Barn under 15 år utgör 0,00 %, vuxna 15-64 år 77 %, och äldre över 65 år 10,0 %.